# دوران بيل
دوران بيل (بالإنجليزية: Duran Bell)‏ هو عالم إنسان أمريكي، ولد في 21 أبريل 1936.